# Broeltürme

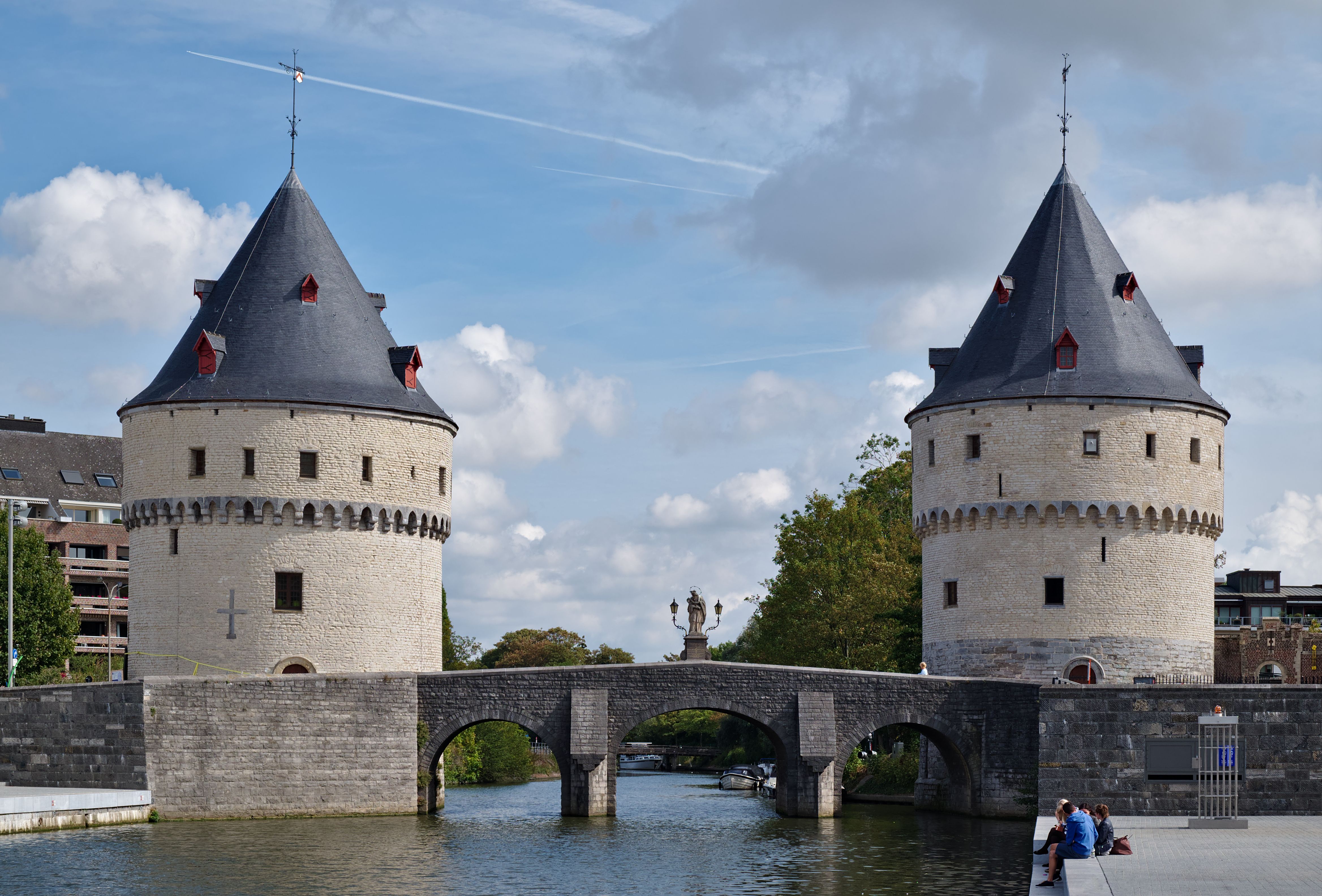
Broeltürme

Die Broeltürme (nl: Broeltorens) sind zwei Türme in der Stadt Kortrijk (Belgien). Diese mittelalterlichen Türme sind (zusammen mit dem Artillerieturm) die einzigen Überreste der alten Stadtbefestigung.

## Geschichte

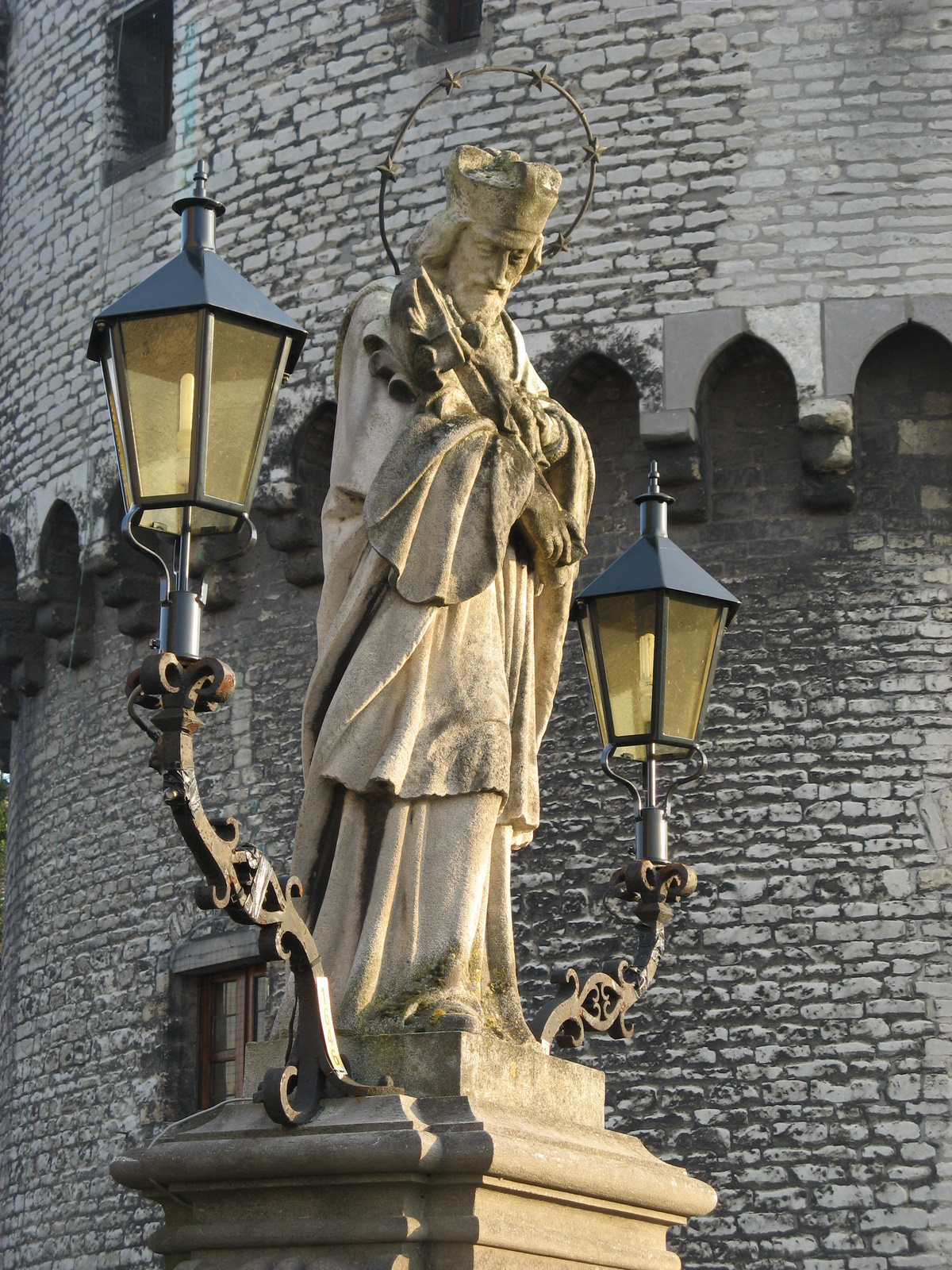
Johannes von Nepomuk

Der Südturm, der Speyetoren (± 1385), war Teil der verstärkten Umzäunung des Grafenschlosses.
Der Nordturm, der Ingelborchtoren (± 1413), wurde zur Verteidigung mit primitivem Artilleriegeschütz gebaut. Er wird für bestimmte Veranstaltungen geöffnet.
An der Broelbrücke gibt es ein Standbild von Johannes von Nepomuk.